# Joan Maragall
Joan Maragall Gorina (Barcelona, 10 de octubre de 1860-íd., 20 de diciembre de 1911) fue un poeta español, considerado uno de los padres de la poesía catalana modernista. Su obra manuscrita se conserva en el Archivo Joan Maragall.
Miembro de la intelectualidad de la Barcelona de la Renaixença, de la que había heredado el floralisme y el retoricismo, hizo una defensa de la espontaneidad y de la búsqueda de simplicidad lo que llegó a desarrollar en su «teoría de la palabra viva», con la que creó escuela. Hizo de su obra poética la vertiente literaria más conocida, aunque también destaca su importante producción en prosa, con más de 450 textos, entre artículos, ensayos, discursos, biografías y prólogos. Su actividad como periodista en el Diario de Barcelona y La Veu de Catalunya fue uno de los medios que le permitió proyectar una opinión que generó una importante influencia social. Tradujo a Goethe, Nietzsche y Novalis e introdujo así en Cataluña una buena parte de la poesía alemana.
En la vertiente personal, Joan Maragall fue un hombre de raíces religiosas y una fuerte implicación política. Entre la Oda a España y el iberismo, su influencia siempre fue vigente en Cataluña de forma más o menos visible. Fue un personaje con múltiples contactos, con los que mantenía una extensa correspondencia de un interés que supera en mucho el hecho puramente anecdótico o biográfico. Uno de sus nietos es Pasqual Maragall, que fue alcalde de Barcelona y presidente de la Generalidad de Cataluña.

## Biografía
Joan Maragall Gorina fue el hijo pequeño —tenía tres hermanas— del matrimonio formado por Josep Maragall Vilarosal y Rosa Gorina Folchi.  Había nacido en Barcelona, el 10 de octubre de 1860, en la calle Jaume Giralt núm. 4, del barrio de Santa Catalina (Ciudad Vieja). Su padre era fabricante textil; en 1875 Joan Maragall, después de unos años de estudio, comenzó a trabajar como aprendiz en la industria familiar. Este fue un período que él mismo definió como «de infelicidad», ya que fue arrancado de los libros justo al terminar el bachillerato para ir a trabajar en la industria. Fue un golpe muy fuerte para el joven Juan que, furtivamente, comenzaba a escribir poesías en sus ratos libres.
En 1877 viajó junto con toda la familia, primero por España —Valencia, Granada, Córdoba, Madrid y Zaragoza—, y a continuación a Marsella y París. Maragall recordaba estos viajes de su adolescencia como auténticos oasis de alegría: « Mi situación era insostenible; pasados dos años vino la convicción de que yo no servía para industrial y se me dio a escoger una carrera». Después de una fuerte discusión con su padre, en octubre de 1879 dejó la fábrica para ingresar en la facultad de derecho.

### Juventud y primeros trabajos

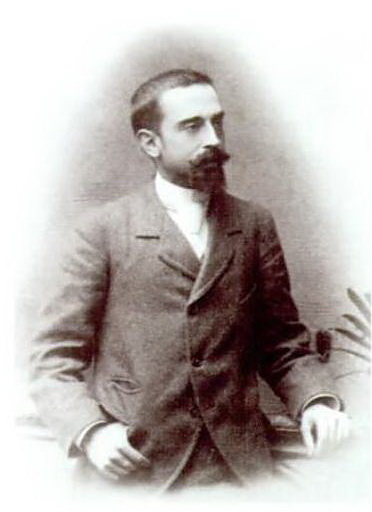
Retratado en la década de 1880

Maragall publicó su primer poema Óptica en el periódico Lo Nunci el 22 de septiembre de 1878, pero fue en la facultad donde tuvo la oportunidad de desarrollar el interés por las letras. Compartió con los compañeros de estudios tertulias donde debatían sobre lecturas, ópera y música en general. El grupo de los siete compañeros más afines se autodenominaba «el círculo», y figuraban amigos —como Antoni Roura, José María Lloret o Josep Soler i Miquel— que lo serían para toda la vida. Fue un período de definición personal, de lecturas románticas, de escritura de poesías, algunas emulando la literatura barroca española, otras de temas amorosos o simples divertimentos. La afirmación pasaba por una cierta rebeldía, por una tendencia anarquizante y la defensa del nihilismo.
Maragall pasó en aquellos momentos por una fase de enamoramiento propia de la edad, y llegó a obsesionarse al no conseguir sus objetivos. Se le conocen dos amores previos al de Clara, la que sería su esposa: Amanda, con quien coincidía en el Liceo y a quien en el epistolario que mantenía con su amigo José María Lloret dedicaría frases apasionadas, y que, además, sería la destinataria de su poema A dues violetes, y Teresa Ferran, una veraneante de Puigcerdà.
Se manifestó admirador de la literatura germánica, a la que había llegado a partir de la traducción del poeta valenciano Teodoro Llorente y su obra Leyendas de Oro, fue este escritor el que le introdujo en la obra de Friedrich von Schiller, Heinrich Heine y especialmente Goethe. En 1881 leyó de Goethe la versión francesa de Werther, Fausto y Hermann y Dorothea mientras que, paralelamente, se manifestaba como un «catalanista entusiasta» y leía Recuerdos de viaje de Víctor Balaguer. En 1881 ganó la Flor Natural en los Juegos Florales de Badalona con una poesía titulada Dins sa cambra (Dentro de su habitación). Para poder entender las obras germánicas en su lengua vernácula, usó el libro de Eugène Favre Premières leçons d'allemand ou grammaire élémentaire et pratique de la langue allemande, si bien en 1882 decidió empezar a estudiar con un profesor particular, Jaume Sturzenegger, un bávaro que vivía cerca de los Maragall y con quien mantuvo contactos a lo largo de su vida.
Cuando se licenció el 27 de junio de 1884, decidió auto-regalarse las obras de Goethe en alemán. A continuación entró a trabajar en el despacho del abogado Danés, donde, según explicaba en una carta a José María Lloret, «tengo poco trabajo, por las tardes aprovecho para ir al Ateneo y por la noche al Liceo». Maragall vivía sin obligaciones ni penurias económicas, dedicado a una vida relajada, rodeado de amigos, habitual en las tertulias, era un joven libre de responsabilidades. En 1886 se hizo socio del Ateneo Barcelonés, donde se relacionó con escritores como Josep Yxart, Joan Sardà y Narcís Oller, entre otros.

### Crisis económica y madurez impuesta

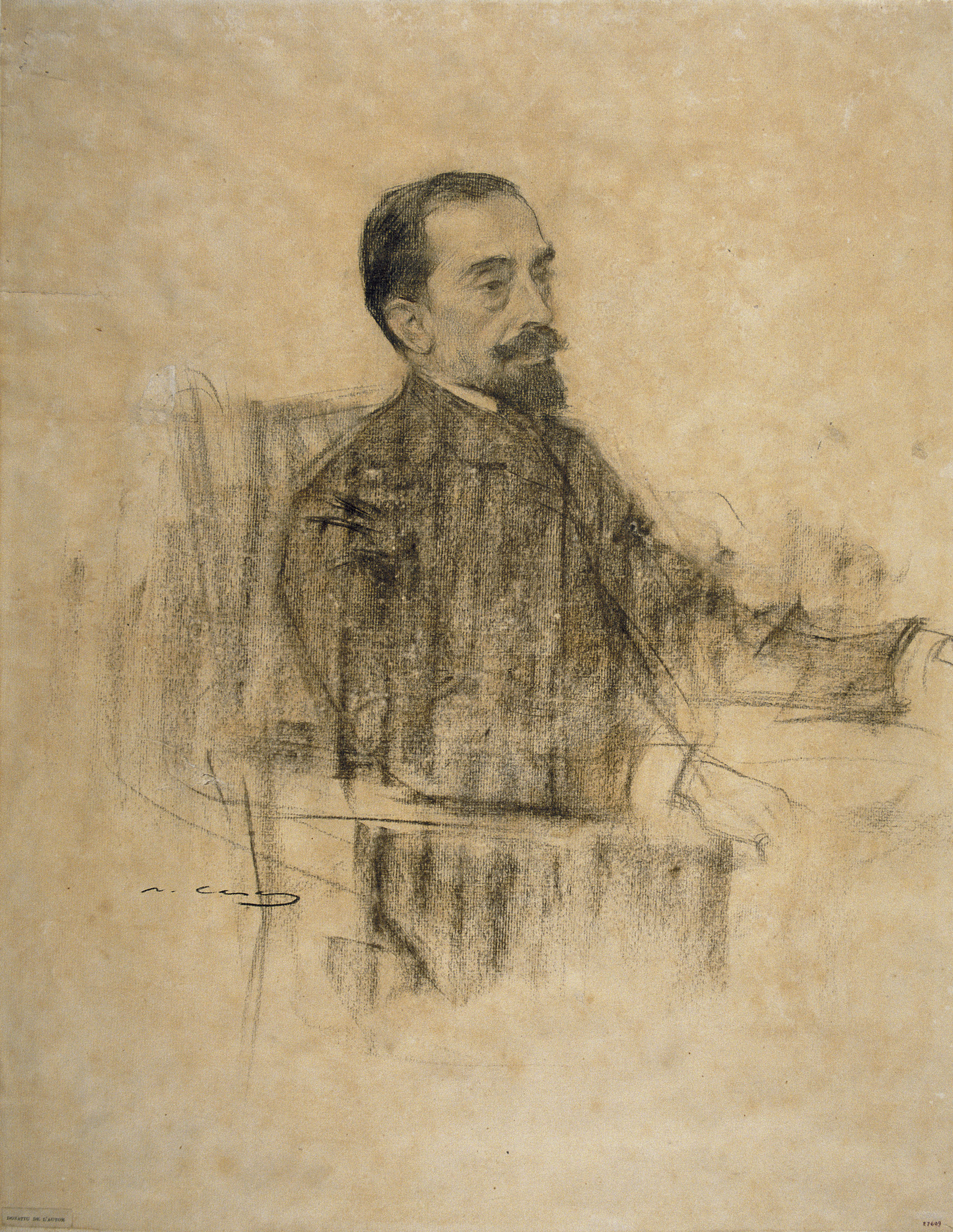
Joan Maragall, en un dibujo realizado por Ramon Casas (MNAC).

En 1886, su padre explicó en una reunión familiar que tenía problemas económicos a causa de unas inversiones fallidas. Ante la grave situación, sufrió una crisis que le hizo perder la autoestima. Joan Maragall, como único hijo varón, se vio forzado por la familia a intervenir y a tomar las riendas de la situación, y tuvo que renunciar a la cómoda vida anterior. Pero, además, supuso un golpe para el joven despreciativo de las convenciones sociales y amante de la naturaleza y la belleza; tuvo que entrar en contacto con un mundo que desconocía y que le repugnaba, y llegó a manifestar: «Reniego de la sociedad, del progreso, del dinero, de la educación, del derecho, de la moral y de quien inventó todas esas porquerías ».
Las Notas autobiográficas que había empezado a escribir al cumplir los veinticinco años, las terminó ese mismo año 1886. El último párrafo marca claramente su sentimiento sobre el momento que vivía:

Aquí termina mi juventud. Una obra de genio, «Werther», me convirtió de chiquillo a joven. Un hecho, la pérdida de la mitad de la fortuna de mi familia, me convierte de joven en hombre. La edad más hermosa de la vida, adiós para siempre! Ilusiones de amor y de gloria, adiós!.

### La familia
Durante el veraneo de 1888 en Puigcerdá, conoció a Clara Noble (1872-1944), hija del comerciante inglés Ernest Noble y de una dama jerezana María de las Angustias Malvido Clara llegó a ser su esposa, aunque en aquel momento todavía era una adolescente de dieciséis años.
Entró a trabajar en el despacho del abogado Brugada. En 1890 encontró trabajo en el Diario de Barcelona como secretario del director, Joan Mañé i Flaquer. Se abrió así una nueva perspectiva profesional.  Su trigésimo aniversario representó un punto de inflexión, y casi de obsesión, por no haber formalizado una relación amorosa estable, después de su ruptura con Teresa Ferran. Fue entonces cuando comenzó la relación epistolar con Clara Noble, con quien, después de unos meses de noviazgo formal, se casó el 27 de diciembre de 1891. El enlace fue el resultado de un enamoramiento apasionado y bastante diferente de otras propuestas «más interesadas» que le empezaba a hacer la familia.
La pareja se instaló en Barcelona, en un piso de la calle Lauria; al cabo de tres años se trasladaron al Paseo de Gracia; en 1896 volvieron a cambiar de casa para ir a la calle Consejo de Ciento, y en 1899 se instalaron en el que sería la vivienda definitiva y que se ha convertido la casa solariega de la saga Maragall y la actual Casa Museo, en la calle Alfonso XII, en el barrio de San Gervasio, la misma calle donde vivían sus suegros, los Noble Malvido, y muy cerca de la calle Brusi, donde se encontraba la redacción del Diario de Barcelona.

#### Descendencia

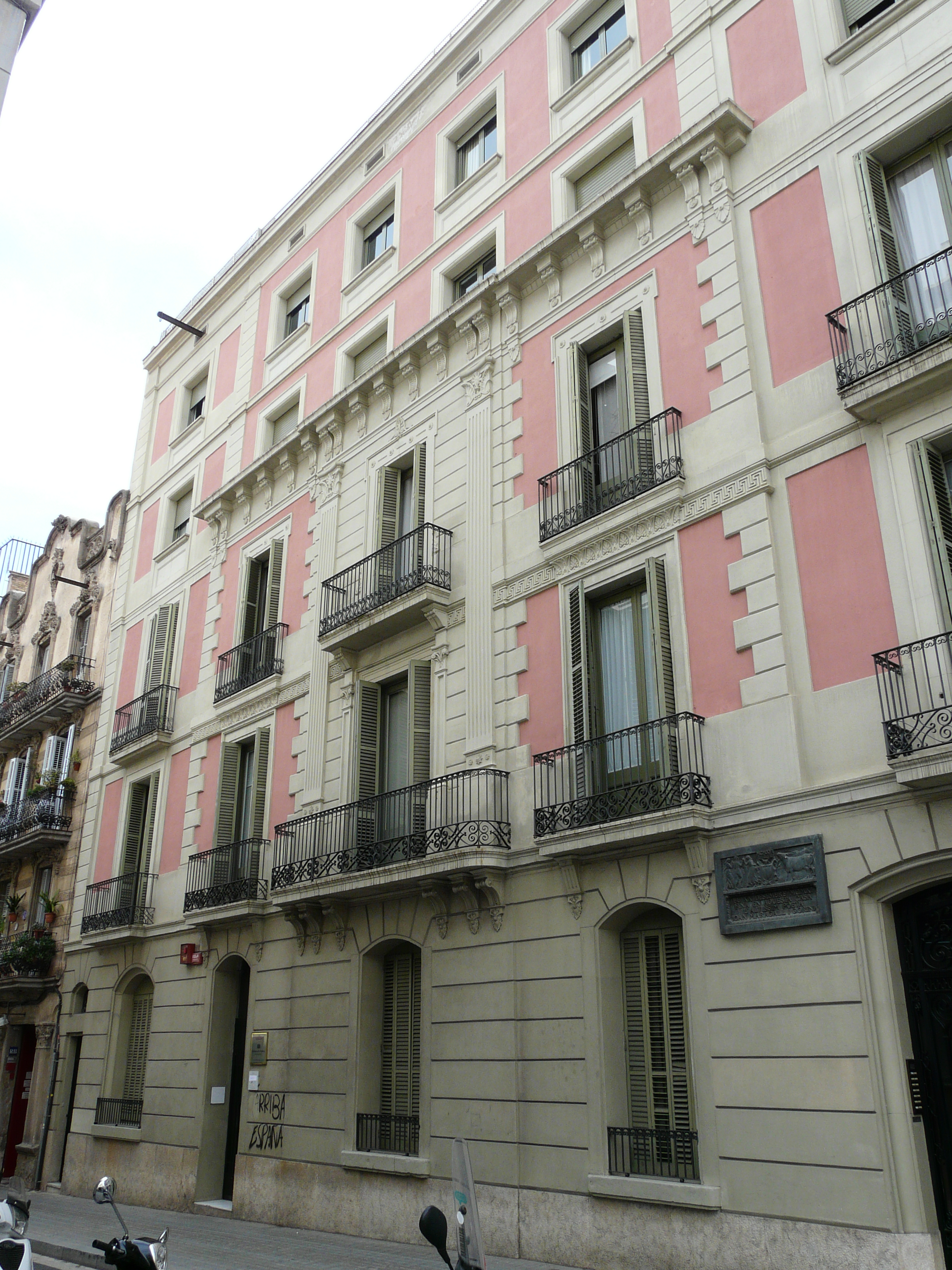
Casa del autor donde falleció. Actualmente se encuentra el Archivo Maragall.

Tuvieron trece hijos: Helena (1893), Maria (1894), Eulalia (1896), Clara y Ana (1899) José (1900), Juan Antonio (1902) –político y marchante de arte–, Ernest (1903) –escultor–, Guillermo (1905), Raimon (1906), Elvira (1907), Gabriel (1909) y Jordi (1911) –senador por la provincia de Barcelona–.
Dos de sus nietos se han dedicado a la política dentro del PSC: Pasqual Maragall y Ernest Maragall. El primero ha sido alcalde de Barcelona (1982-1997) y presidente de la Generalidad de Cataluña (2003-2006), mientras que el segundo fue consejero de Educación de la Generalidad de Cataluña en el anterior gobierno. Pau Maragall, hermano de Joan i Ernest Maragall, y conocido por su pseudónimo Pau Malvido, fue un escritor conocido por su trabajo periodístico sobre la contracultura barcelonesa durante la época del tardofranquismo y la transición.
También es bisabuelo de Elisabeth Maragall, jugadora de hockey sobre hierba, medalla de oro con España en los Juegos Olímpicos de Barcelona 1992.

### Madurez personal y profesional
El trabajo de secretario de redacción en el Diario de Barcelona representó su profesionalización como escritor. La colaboración con el diario, entre los años 1892 y 1903, se materializó en 248 artículos, que le sirvieron para infiltrar las ideas modernistas en una burguesía conservadora. El 13 de abril de 1893 aceptó el nombramiento de miembro numerario de la Real Academia de las Buenas Letras de Barcelona. Unos meses más tarde fue un testigo presencial de la bomba del Liceo, atentado que produciría un cambio en su concepción del comportamiento humano.
En 1895 fue nombrado secretario del Ateneo Barcelonés, y en condición de tal es testigo del primer discurso de inauguración de curso hecho en catalán por Àngel Guimerà. A principios de 1899, Enric Prat de la Riba refundó La Veu de Catalunya como órgano de la Lliga Regionalista, y ofreció la dirección de la publicación a Maragall, pero el poeta renunció.
En 1902 publicó La Patria Nueva un artículo por el cual fue procesado. Este hecho y la publicación de San Jorge, patrón de Cataluña, Sentimiento catalanista y El trágico conflicto le supusieron un enfrentamiento con el nuevo director del Diario de Barcelona y Maragall abandonó la redacción durante unos años. El mismo año fue nombrado presidente del Ateneo Barcelonés y pronunció el discurso Elogi de la paraula, en el que desgranaba su teoría de la «palabra viva» junto con el opúsculo Elogi de la poesia.
Entre 1904 y el 25 de febrero de 1906 tuvo una colaboración continuada en La Ilustració Catalana, donde publicó un total de veintidós artículos. Unos meses antes de su muerte, en 1911, entró como miembro fundador de la Sección Filológica del Instituto de Estudios Catalanes.

### Fallecimiento

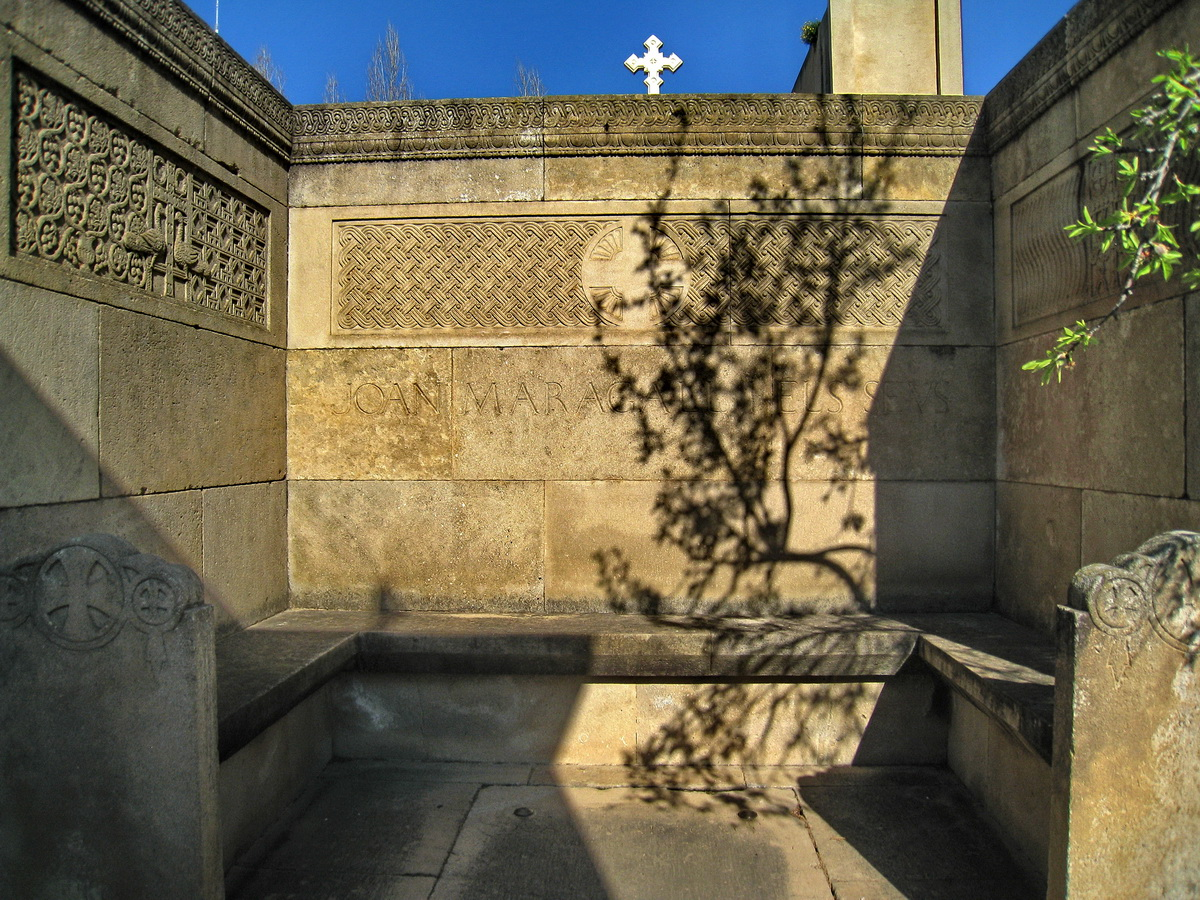
Mausoleo del poeta con la inscripción «Joan Maragall i els seus».

Joan Maragall murió el 20 de diciembre de 1911 con cincuenta y un años de edad. Había contraído una enfermedad diagnosticada como fiebre de Malta, aunque la fiebre no se presentó hasta los últimos días, a pesar de estar en la cama desde comienzos de diciembre.
Su muerte supuso un golpe muy fuerte dentro del mundo de la cultura y provocó numerosas muestras de condolencia. Su mausoleo se encuentra en el cementerio de Sant Gervasi.

## Temática de su obra
La temática de la obra de Joan Maragall es muy diversa. Todos los motivos de la poesía están presentes: el amor, la naturaleza, el canto a su tierra y a su ciudad, leyendas y héroes de Cataluña, los elementos espirituales; los temas siempre son tratados con un lirismo directo y primario, expresivo y sincero. Su poesía pasa por varias etapas pero siempre influida por dos corrientes: el vitalismo, de raíz nietzscheana, y el decadentismo. En la naturaleza, como en el paisaje y las tradiciones —tópicos de los poetas románticos—, Maragall veía unas posibilidades vitales, de salud, de regeneración, de la energía vital.
Maragall representa una ruptura ideológica y literaria con la generación inmediatamente anterior a la suya, y no quería tener nada que ver con el positivismo y el naturalismo de mediado el siglo XIX, que Joaquín Bartrina, Pompeu Gener y Narcís Oller representaban en Cataluña. Entroncó con el idealismo de las últimas generaciones románticas gracias a su amigo Josep Soler i Miquel y Joan Sardà. Contribuyó en la recuperación del catalanismo a través de unos géneros que inciden en la colectividad (cantos, himnos y canciones), y también a través de su propia poética, dinamizando la lengua y arrinconando formas demasiado complejas. Los poemas de su segundo libro, Visions & Cants, publicado en 1900, fueron el mejor ejemplo. Mediante este proceso de simplificación llegó a la consolidación de la reflexión sobre la propia experiencia creadora, la teoría de la «palabra viva»; desde aquí, alcanzó una mayor libertad en las técnicas métricas y de versificación, en los recursos lingüísticos y en los procedimientos retóricos. Su obra Enllà , publicada en 1906, recoge esta tendencia.
Su actividad como traductor le llevó a profundizar en el conocimiento de las lenguas, a enamorarse de los originales y ensanchar cada día más el campo de su visión. Autores como Ruskin, Schopenhauer, Carlyle, Nietzsche y Novalis los interiorizó profundamente.

### Teoría de la «palabra viva»

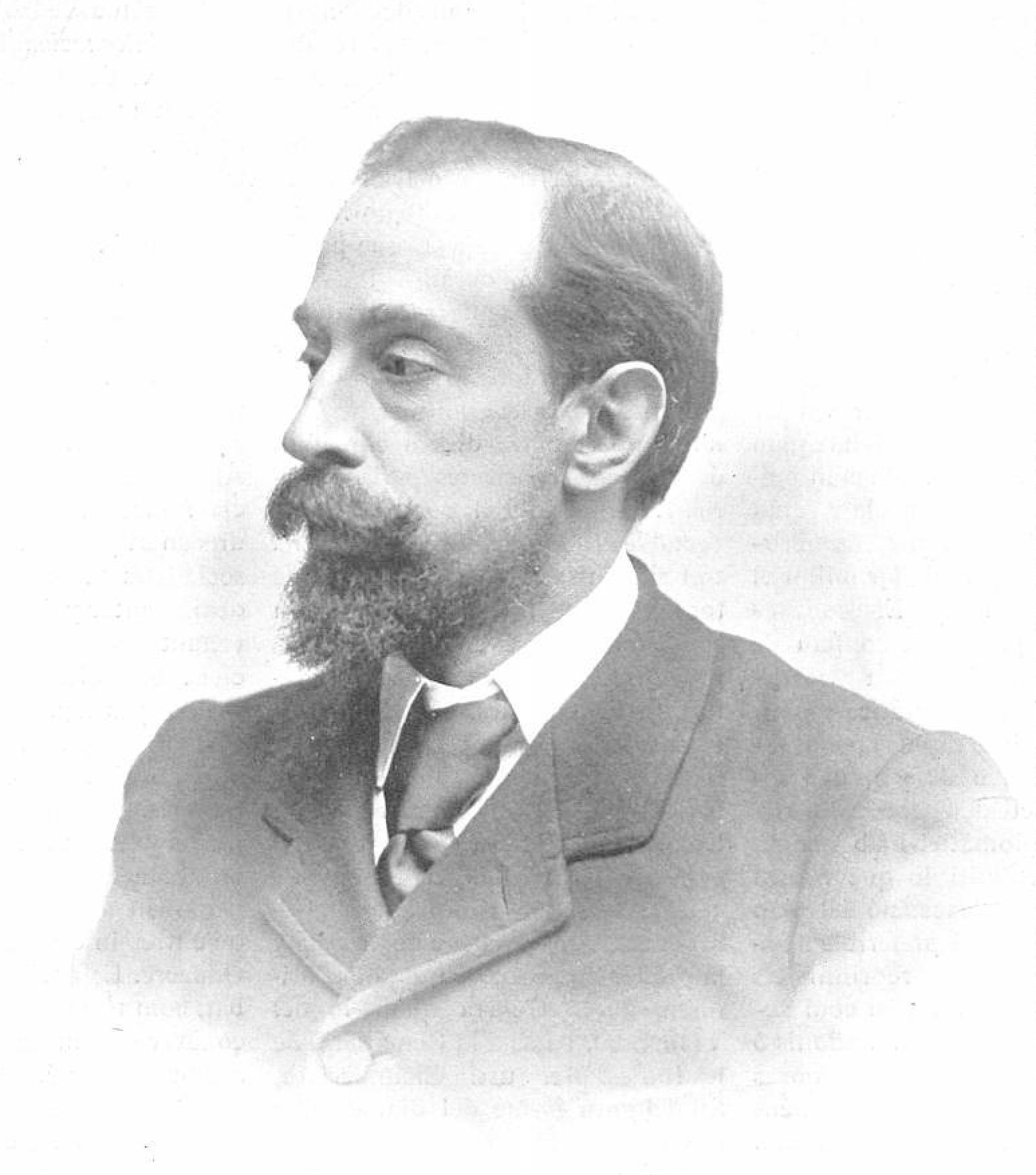
Maragall en La Ilustració Catalana (1903)

Maragall vivió la transición de la Renaixença al Noucentisme. De la primera, había heredado el floralismo y el retoricismo, pero hizo una defensa de la espontaneidad y de la búsqueda de la simplicidad, llegando a desarrollar su «teoría de la palabra viva», que creó escuela. Rechazaba la grandilocuencia y perseguía una naturalidad emanada de la experiencia personal. Acercaba el lenguaje al habla coloquial, desligándose de límites formales, convirtiéndose en un exponente de vitalismo contrario al simbolismo, que había reducido la dimensión social de la poesía.
La «palabra viva» se opone a las palabras vanas con la fuerza espontánea de la sinceridad, lejos de la retórica y conectada con el hablar popular, con el «catalán que ahora se habla». Con todo, la defensa de la espontaneidad de Maragall no iba aparejada a la improvisación ni a la renuncia de la corrección, porque Maragall revisaba muy a fondo sus poemas. Como expresaba Agustí Bartra: 

La poesía para él, es inspiración total, hallazgo estremecido de la realidad o sueño profético, es decir, una realidad futura próxima a la realidad. Consigue integrar en una forma apolínea la emoción de su temporalidad trascendente, sus cálidas verdades humanas, su sorpresa ante la vida y la muerte.

Para Manuel de Montoliu, la palabra viva es:

...la expresión completamente cristalizada; ... no es la expresión, es una super-expresión, en que el verbo, todavía en ignición, se vuelve y se envuelve en sí mismo de una aureola de irradiaciones y fluidos impalpables e irreductibles al análisis de los laboratorios donde se manipula la Palabra humana.

## Etapas de su obra
A pesar de las diferentes categorizaciones que se han elaborado y las discrepancias existentes, en el «esbozo biográfico» realizado por Gabriel Maragall; este autor estructura la biografía de Joan Maragall en cuatro secciones o etapas cronológicas.

### Primera etapa (1877-1891)
Esta primera etapa de escritor y poeta, llamada a menudo como «vitalista», abarca desde sus primeras obras hasta su boda, en 1891, y destaca por los poemas llenos de vitalidad y energía. El poeta sufre una crisis de juventud que termina cuando pueden confluir «las inclinaciones naturales y los valores espirituales: es el amor a la mujer real lo que termina la trastornada, incoherente pero riquísima actitud del hombre que ha dejado de ser un niño». La mujer es definida como «el receptáculo perfecto o la conjunción donde se encarnaban y tomaban realidad los sueños y las divagaciones». Es el periodo recogido en las Notas autobiográficas de los veinte y cinco años de edad, y en las cartas y poemas conservadas de este periodo, incluido el epistolario con José María Lloret. El 30 de abril de 1888 publicó su primer poema importante, L'oda infinita, una obra que contiene su teoría poética.
En 1891, con motivo de la su boda, se hizo una recopilación de toda su obra propia o traducida que, bajo el nombre de Poesía y en una edición limitada de cien ejemplares, le regalaron sus amigos. –Entre ellos Narcís Oller, Josep Soler o Josep Yxart.

### Segunda etapa (1892-1900)
En esta etapa se alterna el vitalismo con el decadentismo; se manifiesta un Maragall dual que Gaziel describe con su teoría del «doble fondo», una figura desarrollada a raíz de unas palabras de Maragall donde manifestaba: «La vida, contemplada por encima y en total, es hermosa: la vida, vivida, es triste». De esta manera explicaba el hecho de que aparezcan en la obra de Maragall, por un lado unos textos de procedencia más bien externa e intelectual —los comentarios de actualidad en el Diario de Barcelona— y , por la otra, otros procedentes de una fuente más profunda e íntima, los textos más religiosos.
Su trabajo en el Diario de Barcelona representó su profesionalización como escritor, y el 22 de octubre de 1892, se estrenó como redactor con el artículo «El Paraguay». En 1893 comenzó a publicar en la revista L'Avenç con un artículo sobre Nietzsche, que fue su primer artículo en catalán y que firmó con el pseudónimo «Pamphilos». Posteriormente colaboró en ella como traductor y poeta, y buena parte de su obra fue editada mediante esta publicación.
Mientras tanto, en 1892 escribió Pirinenques, una obra con fragmentos decadentistas, y el mismo año participó en la Fiesta modernista de Sitges, donde dio a conocer fragmentos de Nietzsche. En verano, de vacaciones en San Juan de las Abadesas escribió La vaca cega, un poema que se incluye dentro de la temática de la naturaleza, uno de los temas fundamentales en la poesía de Maragall.
En su colaboración semanal como articulista, habla sobre la ciudad, sobre política cercana e internacional, sobre costumbres y sobre los nuevos inventos. Tiene una clara vocación didáctica, tratando de guiar a la burguesía barcelonesa carente de inquietudes culturales, lo que a Maragall le molestaba extraordinariamente.
En 1893, al llegar a casa después del atentado del Liceo, se encontró a su mujer dando el pecho a su hijo y a partir de esa imagen escribió Paternal, que se convierte en una optimista declaración de fe en la bondad última de la vida, y la afirmación de la inocencia sobre los intereses políticos, el odio y el miedo. De hecho, la fuerza del poema consiste, no en el simple contraste entre la vida pública y la privada, sino en la asociación entre dos tipos de barbarie: la de la violencia civil y la del niño inocente. De ese mismo año es el poema Excelsior, que también proviene del vitalismo nietzscheano. Habla del rechazo al inmovilismo ideológico y proclama el viaje interminable, abierto a todo lo nuevo, un programa de vida, intentando no perder el norte, en busca de un objetivo, insistiendo en el viaje mismo, el movimiento continuo.
En 1894 ganó la «Englantina de oro» en los Juegos florales de Barcelona con el poema La sardana; en la edición de 1896 obtuvo la «Viola de plata» con El mal cazador.
En esta segunda etapa Maragall empieza a desarrollar un catalanismo distinto del de la Renaixença que emparejaba al vitalismo. En 1898 publicó sus «tres cantos de guerra»: Els adéus, Oda a España y Cant del retorn, iniciándose un proceso de ruptura con España.

### Tercera etapa (1901-1906)
En 1900 escribe su libro culminante Visions & Cants, es el momento en que comienza el distanciamiento del modernismo y se convierte en un escritor de fama reconocida. En estos años tradujo a Novalis, escritor alemán, y fijó su teoría literaria. Su Elogio de la palabra, pronunciado en 1903 al ser elegido presidente del Ateneo Barcelonés, es un discurso donde resaltaba el poder que tiene la palabra para expresar todo el pensamiento.
En 1904 Maragall fue proclamado Mestre en Gai Saber.

### Cuarta etapa (1907-1911)

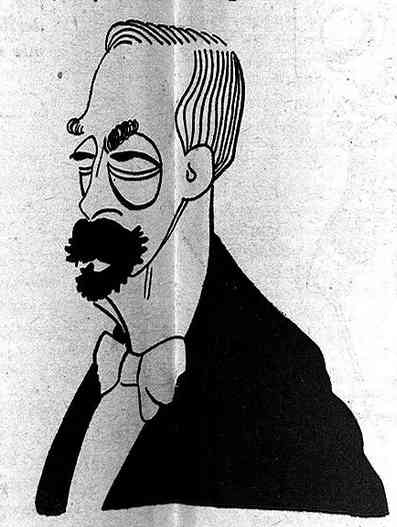
Caricaturizado por Bagaría (1908)

En esta etapa, Maragall «entra en una fase de relativa pasividad». Este período se caracterizó por una «transfusión de corrientes de dentro a fuera y de fuera a dentro», que constituye una «ósmosis espiritual».
La fecha de 1907 es clave: «El proceso de purificación espiritual continuará, casi, toda su vida. Pero desde el año 1907, los cinco últimos años, es transparente para todos. Siguiéndole en estos tiempos, seguimos a un auténtico catecúmeno.» En estos años «definió y conformó el verdadero mensaje que debía dejar». Gabriel Maragall subraya la actitud contemplativa del poeta -que estos años escribe menos-, y repasa los escritos sobre la Semana Trágica, el  Cant espiritual y la última serie de artículos en el Diario de Barcelona, donde Maragall abomina del espíritu gregario y defiende la humanidad manifestada en el individuo concreto. Todo el año 1911 transcurre bajo el presentimiento de la muerte, que Gabriel Maragall defiende de acuerdo con el testimonio de Clara Noble y los hijos mayores.
Se dedica a intranquilizar el ánimo burgués que s'autoexculpa los hechos de la Semana Trágica con artículos como La Iglésia cremada. En el año 1910 ganó el premio Fastenrath en los Juegos Florales de Barcelona con Enllà (Más allá). En el año 1911, el último de su vida, publicó Seqüències, en la cual manifiesta una exaltación vitalista con la que vuelve a posiciones heterodoxas, suavizadas en anteriores escritos. En esta obra incluye el Cant espiritual.

## Política y religión

### Pensamiento religioso
La relación de Maragall con el catolicismo evolucionó de forma diferente a lo largo de su vida, consideró en ciertos momentos que el lenguaje católico era insuficiente para expresar su pensamiento religioso. Su catolicismo era meramente epidérmico, fruto de una auto-imposición. Según Josep Palau i Fabre: «Maragall es panteísta y pagano. Lo es por disciplina, por auto-prescripción, que deviene cristiano». Sin embargo, los textos en los que Maragall utiliza un lenguaje inequívocamente cristiano son numerosos, tanto o más que los panteístas y paganos.
La evolución de su pensamiento religioso pasa por cuatro etapas:
- La religión de la belleza (1860-1890)
  - En esta etapa evolucionó de ser un niño plenamente católico a un rechazo en la adolescencia y una recuperación panteísta de raíz romántica en su juventud. Su religión era una exaltación de la naturaleza, el arte, el amor y la belleza, en definitiva, una religión romántica y estética. Al mismo tiempo, rechazaba la burguesía a la que pertenecía.
- La exaltación de los fuertes (1890-1901)
  - El Maragall de esta etapa se integró dentro de la sociedad burguesa, aceptando de manera acrítica el catolicismo como parte de su nuevo orden, pero sin hacer bandera. Escribió muy poco sobre cuestiones religiosas. Progresivamente, fue incorporando el ideario juvenil «de ir siempre más allá; ir siempre más arriba» que materializaría en su obra Excelsior. Poéticamente, Maragall expresó su fidelidad a una religión cósmica no institucionalizada.
- Un neo-espiritualismo modernista (1901-1906)
  - En la tercera etapa, hizo un llamamiento a recuperar las dimensiones espirituales del ser humano, tratando en sus escritos las cuestiones religiosas desde una óptica bastante convencional. Mantuvo un distanciamiento de los que representaban la ortodoxia ( Torras i Bages y Gaudí). Empieza a elaborar una poética con una reflexión claramente religiosa, describiendo, incluso, experiencias místicas vividas.
- La relación con la eternidad (1906-1911)
  - La última etapa sitúa su obra en una reflexión sobre el origen y la finalidad religiosa del hombre. Hizo un llamamiento a sus coetáneos impulsando la búsqueda de una fe viva y reflexionó a fondo sobre la relación entre el tiempo y la eternidad. Maragall concluyó que los humanos deben convertir todos los instantes en eternos, logrando una reconciliación del más allá con el más acá.

### Visión de España
Los desastres coloniales de España de 1898 comportaron una crisis de conciencia, un estado de ánimo donde se mezclaban el despecho, la vergüenza y el menosprecio del pasado con un deseo de enderezamiento. Mientras la generación del 98 quería «europeizar» España, Unamuno quería «africanizar». En este contexto Maragall publicó sus «tres cantos de guerra»: Els adéus, Oda a España i Cant del retorn.
El catalanismo irrumpía en la política pero las viejas oligarquías se rehicieron y la voz de los regeneradores, clamando en el desierto, fue extinguiéndose. Los ¡Cu-Cut! del 25 de noviembre de 1905, que supusieron un hito y la posterior creación de Solidaridad Catalana, dieron esperanzas a Maragall que manifestó:

Solidaridad es la tierra, lo sientes? Es la tierra que se levanta en sus hombres ... Y la tierra no es carlista, ni republicana, ni monárquica, sino que es ella misma, que llama, que quiere su espíritu propio para regirse. Y mientras dure el grito de la tierra no hay pobres, ni ricos, ni ciudades, ni masías, ni partidos, ni nada encima de ella más que un gran afán de acallar la misma y satisfacerla, porque sólo cuando ella esté en paz podrá cada uno ser republicano, carlista, campesino, blanco o negro, pobre o rico ... Que no lo veis? Es un levantamiento.

Aunque Maragall identificó la baja capacidad de un movimiento reivindicativo para enderezar España y comenzó a forjar un ideal de superación, de síntesis, bajo la idea del ideal ibérico: la federación que uniría como pueblos libres todas las patrias naturales, todas las lenguas peninsulares. Fue en esta línea cuando el 5 de mayo de 1908 publicó el artículo «Visca Espanya», una definición de su interpretación de una España integradora y respetuosa con sus pueblos.
Aunque Maragall se dio cuenta de que su iberismo no tenía partidarios ni en Lisboa, ni en Madrid, ni casi tampoco en Cataluña, estaba convencido de que la «Federación Ibérica» era el único camino de salvación. En el artículo L'ideal ibèric, coetáneo de  Himne Ibèric, desarrolló y razonó las ideas que le servían de base: «la integridad de la patria». Para Maragall, la «patria ibérica común», como él dice, «debería ser la unión política de las diversas patrias naturales o lenguas peninsulares: federación de Portugal, Castilla, Vasconia y Cataluña».
Para entender el posicionamiento español sobre el catalán, manifestaba: «El empeño de los castellanos de que no se escriba en otra lengua que la castellana, ni se hable más que el castellano, obedece a su ligereza de carácter y a su egoísta pereza; defectos de raza que les son comunes con los franceses que, como Ud. sabe, se empeñan en que su idioma sea lengua universal».

### La Semana Trágica
Joan Maragall nunca estuvo vinculado a ningún partido ni se involucró en política, aunque usó sus artículos en el Diario de Barcelona y La Veu de Catalunya para expresar sus ideas políticas. Uno de los episodios en los que tomó partido fue en la Semana Trágica. Cuando sucedió (25 de julio al 2 de agosto de 1909), estaba Maragall en Caldetas, y cuando pudo volver a Barcelona, recorrió con su amigo Josep Pijoan los lugares afectados. Maragall decidió hablar mediante sus escritos. El primero de septiembre de 1909 apareció en La Veu de Catalunya el artículo Ah! Barcelona, donde acusaba sutilmente a la ciudadanía de Barcelona, mirando de despertar la conciencia colectiva.
Como hubo detenidos, algunos de dudosa culpabilidad, escribió el 10 de octubre La Ciutat del Perdó, donde Maragall hacía una crítica feroz a la burguesía dominante y les pedía que exigieran el indulto de Francisco Ferrer Guardia y otros detenidos; Enric Prat de la Riba, director de La Veu de Catalunya, impidió su publicación debido al compromiso que tenía con el presidente Antonio Maura.
Finalmente, escribió el artículo La Iglésia cremada inspirado en el fuerte impacto que le causó la asistencia a una misa dentro de una de las iglesias que habían sido quemadas. Hizo un discurso crítico hacia el distanciamiento entre la institución y el pueblo, con una progresiva identificación con los posicionamientos de la burguesía, manteniendo, por ejemplo, barreras culturales como la utilización del latín, o la ostentación de riqueza de los templos. El artículo describe un imaginario sermón crítico hecho por el cura a los feligreses; y a continuación la reacción entre los «bien pensantes» —nombre con que se conocía a los burgueses lectores de La Voz de Cataluña—, y de cómo resuenan las palabras del sermón, unas palabras que de hecho ya estaban en el aire desde hacía tiempo; en el escrito, termina con una crítica directa a la falsa piedad de la burguesía. Esta posición era compartida con sectores críticos de dentro de la Iglesia como en el caso del jesuita Ignasi Casanovas, quien también se pronunció a raíz de los hechos.

## Maragall traductor

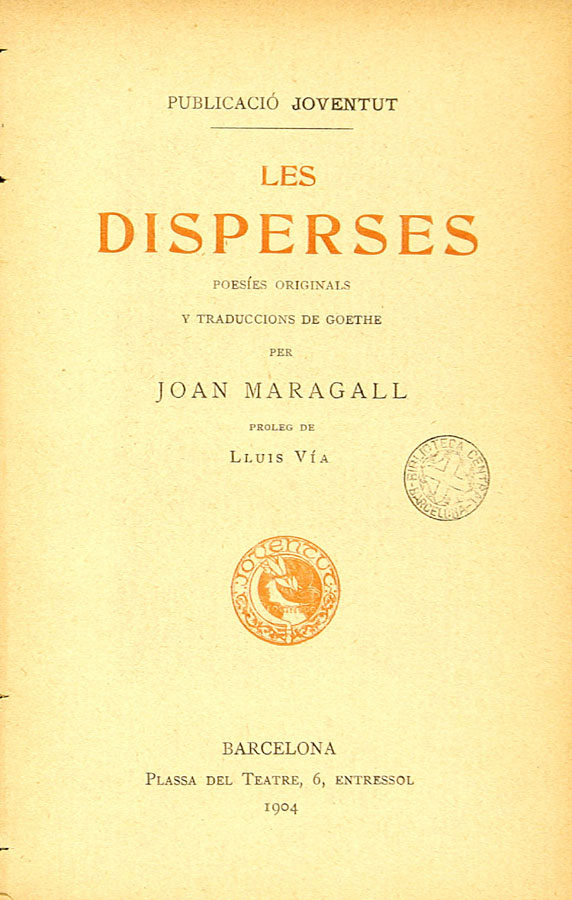
Portada de Les Disperses con traducciones de obras de Goethe (1904)

El interés juvenil de Joan Maragall para la obra de los autores alemanes, le hizo interesarse por el idioma alemán con el objetivo de poder leer la obra en la lengua original. Pero lo que había comenzado como una necesidad instrumental se convirtió en una actividad permanente en la vida de Maragall. Estaba convencido de que traducir otras lenguas ayudaba a modernizar la propia lengua. En el momento que Maragall comenzó a escribir, el catalán escrito no estaba aún normalizado y existía una inquietud por conseguir unas reglas armonizadas que evitaran ciertas licencias tanto a los escritores como a los editores.  Las traducciones, además, suponían la apertura de la literatura catalana a los contenidos y modelos de la literatura internacional; traduciendo las mejores obras, se incorporaban los contenidos universales mejorando la formación espiritual, y se marcaba el camino hacia el progreso humano.
Tradujo a autores griegos como Homero y Píndaro, a autores alemanes como Goethe, Novalis, Nietzsche, Schiller, Reinick y Wagner y a autores franceses como Alphonse Daudet y Alphonse de Lamartine, a estos trabajos hay que añadir múltiples canciones populares de Mendelssohn, Brahms o Robert Schumann.
Las primeras traducciones de Goethe fueron publicadas entre 1898-1891 en La Ilustració Catalana, continuando en L'Avenç hasta su cierre en 1893. En ese momento, Maragall estaba trabajando en canciones para el Orfeón Catalán; dentro del programa musical de este grupo coral se encuentran traducciones de piezas de Wilhelm Müller, Friedrich Rückert, escenas del Parsifal de Wagner y alguna coral de Bach. En 1898 publicó en Catalònia sus traducciones de Nietzsche y Ifigenia en Táuride de Goethe, que posteriormente se editó en un libro. Las traducciones de los últimos años aparecieron en las revistas Joventut y La Cataluña.
En 1911 comenzó a traducir los Himnos Homéricos que fueron publicados can carácter póstumo por el Instituto de Estudios Catalanes. Aunque el 18 de noviembre de 1911, un mes antes de su muerte, en una carta dirigida a Pedro Bosch Gimpera confesaba sus dificultades para entender el idioma alemán.

## Legado

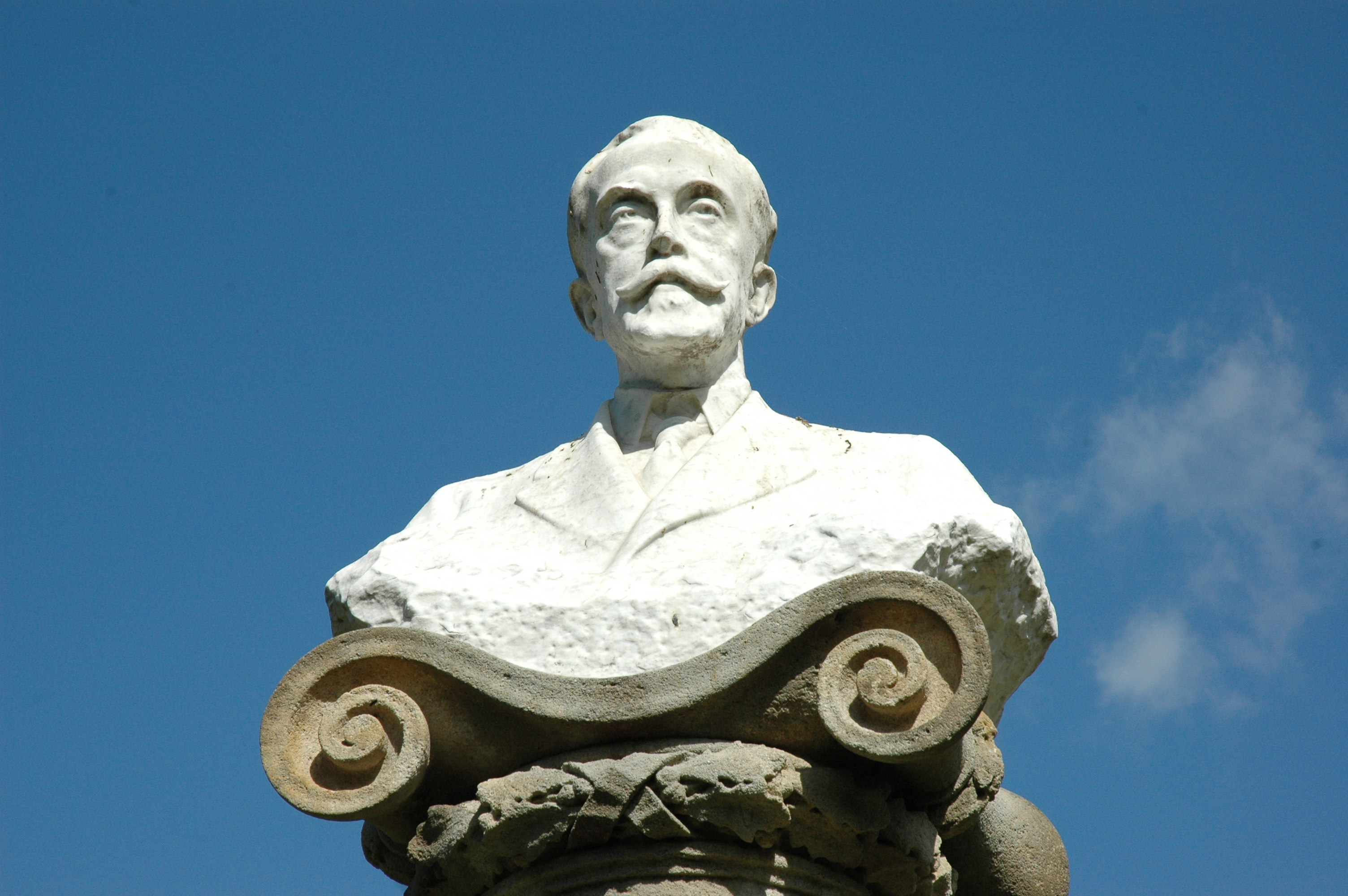
Escultura de Joan Maragall i Gorina, obra de Eusebio Arnau, colocada el 14 de mayo de 1913 en el Parque de la Ciudadela.

El legado de Joan Maragall está presente en los hechos materiales y en las consecuencias de su obra. Su casa familiar en la calle de Alfonso XII de Barcelona aloja el Archivo Joan Maragall, un centro patrimonial donde se conserva información del autor. Disponer de los escritos originales, notas o correcciones de artículos es un privilegio que hay que agradecer a la ejemplar dedicación de su familia. De hecho, fue la familia quien se encargó de la primera publicación de las obras completas, a cargo de la Editorial Gustavo Gili. Asimismo, su familia es otra parte importante de su legado: Clara Noble y sus hijos lucharon para perpetuar la memoria del poeta. De él heredaron el interés por el país y por la cultura; fueron políticos, filósofos, escritores, pintores, escultores. Uno de sus sobrinos, José Lleonart i Maragall, también siguió la estela de su tío, y fue escritor, poeta y traductor.
En cuanto a su obra, fueron muchos sus seguidores, si bien la espontaneidad y la nueva estética impuesta con la teoría de la «palabra viva», tan personal, hizo decir a Carles Riba que no tenía fórmulas transmisibles, y fue así como Maragall no pudo tener seguidores / potenciales sino imitadores como Francesc Pujols, Josep Pijoan, Joan Maria Guasch o Joan Llongueres. A la larga, estos autores conectaron con las tendencias clásicas -o se disolvieron como poetas espontáneos-, desde la École Romane de Jean Moréas hasta el parnasianismo, recogieron también la huella de Nietzsche. Un seguidor especial del su frustrado iberismo fue Salvador Espriu, concretamente en la La Pell de Brau, de la que dijo: «es una especie de prolongación del mensaje de Maragall en su poema "Ibèria"».

## Premios y honores
Maragall recibió los siguientes premios y honores a lo largo de su vida:
- 1881 - Flor Natural en los Juegos Florales de Badalona por Dins la cambra.
- 1894 - Englantina de los Juegos Florales de Barcelona por La sardana.
- 1896 - Viola de Oro y Plata en los Juegos Florales de Barcelona por El mal caçador.
- 1904 - Flor Natural en los Juegos Florales de Barcelona por Glosa.
- 1904 - Mestre en Gai Saber al haber ganado más de tres premios en los Juegos Florales.
- 1910 - Premio Fastenrath en los Juegos Florales de Barcelona por Enllà.
- 1971 - Un retrato suyo forma parte de la «Galería de Catalanes ilustres» del Ayuntamiento de Barcelona.[80]

## Obra digitalizada
Se puede acceder a su obra literaria digitalizada a través del portal El món de Joan Maragall: Col·lecció visual de la vida i l'obra de l'autor o directamente en la Memoria Digital de Cataluña